# Bakera nigroscuta
Bakera nigroscuta är en insektsart som beskrevs av Mahmood 1967. Bakera nigroscuta ingår i släktet Bakera och familjen dvärgstritar.
Artens utbredningsområde är Filippinerna. Inga underarter finns listade i Catalogue of Life.